# Clara Alonso (atriz)
María Clara Alonso (Rosário, 2 de fevereiro de 1990), mais conhecida como Clara Alonso, é uma atriz, dubladora, apresentadora e cantora argentina. Se tornou conhecida principalmente por ter interpretado Angie, na telenovela argentina Violetta da Disney Channel América Latina.

## Biografia
María Clara Pancha Alonso nasceu em 2 de fevereiro de 1990 em Rosário, Argentina. Ela tem dois irmãos mais novos: Agustin e Ignacio Alonso. Desde muito jovem ela praticou ginástica, natação, dança, teatro, teatro musical, coro, canto e atuação, além de ter frequentado uma escola de comédia chamada "Broadway Street", onde esteve em várias peças, como "Alice no País das Maravilhas".

### Vida pessoal
Alonso teve um relacionamento com o colega de elenco em Violetta, Diego Domínguez. Os dois se conheceram através da série, e começaram a se envolver por volta de 2013. O relacionamento dos dois chegou ao fim por volta de 2018.

## Carreira
Em 2007, Alonso foi uma dos 20 selecionados para participar do reality show High School Musical: A seleção, que foi ao ar no Canal 13 na Argentina e Disney Channel. O reality tinha como objetivo selecionar atores para o remake argentino do filme High School Musical, intitulado High School Musical: O desafio.  Apesar de ter sido eliminada na décima semana do reality, ela foi escolhida para desempenhar o papel (menor) de "Clari" no filme.  
Graças a isso, ela chamou a atenção dos produtores da Disney. Foi assim que Alonso conseguiu a oportunidade de se tornar repórter do programa Zapping Zone, um game show e série infantil do Disney Channel. Em outubro de 2008, foi anunciado no programa que ela iria lançar sua primeira música, "A mi alredor", colaboração com Sophie Oliver Sanchez, com seu respectivo clipe, sendo este seu primeiro single solo com a Walt Disney Records. A partir de 2008, Alonso tornou-se a principal apresentadora do programa, juntamente com Dani Martins, que foi um grande sucesso, transmitido para outros países da América Latina. Ela também fez parte da série "HighAway - A Aventura Vai Rolar!", quarta produção original de Disney Channel América Latina, onde interpretou uma jovem perfeccionista, obcecada com limpeza e ordem. Além disso, participou da dublagem espanhola da série Pecezuelos, e também esteve como atriz convidada em outras sérias da Disney, como "Quando toca o sino", onde ela interpretou "Jennifer" . 
Em 2011, Alonso conseguiu um papel em "Violetta", uma telenovela da Disney Channel na América Latina, que se estreou em 2012. Na série, interpreta Angie, tia da protagonista Violetta (interpretada por Martina Stoessel), que não teve contato com ela depois do falecimento de sua irmã, pois o pai de Violetta a levou embora do país quando era pequena. Para conseguir se aproximar da sobrinha, Angie começa a trabalhar como sua governanta, ocultando-a a verdade por medo de perde-la novamente caso seu pai descubra. Angie também é professora de canto e guia Violetta para seguir sua vocação. A série foi um verdadeiro fenômeno internacional, tendo tido três temporadas (encerrando em 2015), além de um filme, gravado em 2015 e lançado em 2016, ao qual Alonso também fez parte.

## Filmografia

### Televisão
| Ficção                 | Ficção                          | Ficção                                              | Ficção                           |
| Ano                    | Título                          | Personagem                                          | Notas                            |
| ---------------------- | ------------------------------- | --------------------------------------------------- | -------------------------------- |
| 2007                   | High School Musical: El desafío | Clarita                                             | Amiga de Delfi                   |
| 2010                   | HighAway: Rodando la Aventura!  | Clari                                               |                                  |
| 2011                   | Cuando Toca la Campana          | Olga Jennifer González                              |                                  |
| 2012-2015              | Violetta                        | Angie Carrará                                       | Tia de Violetta                  |
| 2014-2015              | Angie e le ricette di Violetta  | Angie Carrará                                       | Spin-off com receitas culinárias |
| 2021                   | Entrelazados                    | Caterina                                            | Musical (Disney+)                |
| Programas de televisão |                                 |                                                     |                                  |
| Ano                    | Programa                        | Notas                                               |                                  |
| 2007-2011              | Zapping Zone                    | Repórter e, posteriormente, apresentadora principal |                                  |
| 2008                   | Disney Channel Games 2008       | Ela mesma                                           |                                  |
| 2009                   | Chicas con actitud              | Apresentadora principal                             |                                  |
| 2016                   | Dance Dance Dance               | Competidora (ao lado de Diego Domínguez)            |                                  |

### Filmes
| Ano  | Filme                    | Personagem    |
| ---- | ------------------------ | ------------- |
| 2016 | Tini: Depois de Violetta | Angie Carrará |

## Dublagens
| Ano  | Título      | Personagem                | Notas                   |
| ---- | ----------- | ------------------------- | ----------------------- |
| 2008 | Tinker Bell | Victoria (voz)            | Versão Latino-americana |
| 2010 | Pecezuelos  | Bea Pez Dorado Bitz (voz) | Versão Latino-americana |

## Discografia
| Álbuns                                                | Álbuns                          | Álbuns                                                                      |
| Ano                                                   | Álbum                           | Notas                                                                       |
| ----------------------------------------------------- | ------------------------------- | --------------------------------------------------------------------------- |
| 2007                                                  | Actuar, Bailar, Cantar          | Canta "Un mundo real" com Ariel. Álbum de High School Musical: La Selección |
| 2008                                                  | Sueños                          | Album dos finalistas de High School Musical: La Selección.                  |
| 2008                                                  | High School Musical: El Desafío | Album do filme                                                              |
| Canções de High School Musical                        |                                 |                                                                             |
| El Verano Terminó - com todo o elenco                 |                                 |                                                                             |
| Superstar - con Delfina Peña, Valeria Boroni e Sophie |                                 |                                                                             |
| Actuar, Cantar y Bailar - com todo o elenco           |                                 |                                                                             |

## Prêmios e indicações
| Ano  | Prêmio                    | Categoria      | Indicação         | Resultado |
| ---- | ------------------------- | -------------- | ----------------- | --------- |
| 2013 | Kids Choice Awards México | Atriz favorita | Angie em Violetta | Indicada  |